# モチ・イェベ
モチ・イェベ（Möči Yebe, モンゴル語: Мужи Яя、生没年不詳）は、チンギス・カンの次男のチャガタイの息子で、モンゴル帝国の皇族。『集史』ではموجی يبهMūjī Ībeと表記される。

## 概要
チャガタイはモンゴル部族の有力姻族であるコンギラト部からイェスルン・ハトゥンを娶り、これを正妻としていた。『集史』によるとモチ・イェベの母親は元来イェスルン・ハトゥンに仕える女奴隷であり、母親の身分が低かったためにチャガタイはモチ・イェベの存在を軽視し与えられた分地も少なかったという。
『集史』はある箇所ではモチ・イェベをチャガタイの長男と記し、また別の箇所ではイェスルン・ハトゥンの子のモエトゥケンをチャガタイの諸子の中で最年長とも記している。これは庶出の息子を数にいれるかどうかの違いに起因するものであり、チャガタイの諸子全体の中ではモチ・イェベが最年長であり、チャガタイの嫡子の中ではモエトゥケンが最年長であったと見られている。実際に、チャガタイ・ウルスの後継者として論じられているのはモエトゥケン、ベルガシ、イェス・モンケら嫡出の息子のみであり、これらの兄にあたるモチ・イェベは候補にすら挙げられていない。
1236年（丙申）、オゴデイの三男のクチュを総司令とする南宋遠征が始まると、「宗王穆直」なる人物がオングト部出身の将軍アンチュルとともに四川方面に侵攻したことが記録されているが、この「穆直」は音の一致やアンチュルがチャガタイ家に仕える千戸であることなどからモチ・イェベを指すものと考えられている。アンチュルは砲兵を先鋒として宕昌を攻略し、また兵糧攻めによって文州を攻略した。また、この頃吐蕃の僧長勘陁孟迦らを招聘して銀符を与えた。アンチュルが龍州を攻略すると、四川方面の諸軍は再結集して要衝の成都を攻撃し、遂にこれを陥落させた。しかし、モンゴル軍が一度引き上げた後、成都は再びモンゴルに背いて南宋に帰属している。
1237年（丁酉）、アンチュルはモチ・イェベに「隴地方の州県はすでに平定されましたが、人心はなお背く気持ちがあります。西の漢陽は隴と蜀を結ぶ要衝です。南宋やチベットが侵入するのに便利なところです。優秀な武将を得て、配置してこの地を鎮守すべきです」と献策した。これに対し、モチ・イェベは「謀反の気持ちを抑え、侵入する敵を制することは良策である。しかし、汝アンチュル以外に替わるものはいない」と述べて、千人隊長5名を分けてその地に派遣することとした。これ以後、モチ・イェベの家系が四川方面の経略に関わることはなかったが、アンチュル家は引き続きこの方面の経略に加わった。

## 子孫
チャガタイの庶子であるモチ・イェベの家系は嫡庶の区別に厳しいモンゴル社会において軽視され、その子孫の事蹟についても殆ど記録がない。ただ、モチ・イェベの孫のバイダカンは大元ウルスに所属する安定王家の始祖ではないかと推測されており、安定王家は明に入っても安定衛としてコムルのチュベイ王家（哈密衛）とともに存続している。

## チャガタイの子モチ・イェベの家系
- チャガタイ(Čaγatai,察合台／چغتاىChaghatāī)
  - モチ・イェベ(Möči Yebe,موجی يبهMūjī Ībe)
    - テクシ(Tekshi,تکشیTekshī)
      - バイダカン(Baidaqan,拝答寒／بایدغانBāīdaghān)

    - ネグデル(Negüder,نکودارNekūdār)
    - アフマド(Aḥmad,احمدAḥmad)
    - テムデル(Temüder,تمودارTemūdār)
    - コタン(Qotan,قوتانQūtān)
    - チェチェ(Cheche,چاچهChāche)
    - チェチェクトゥ(Chechektü,چاچکتوChāchektū)
    - イシャル(IshalایشالYīshāl)